# Pol (band)
Pol is een Nederlandse band, bestaande uit de broers Matthijs en Ruben Pol.

## Geschiedenis
De twee broer maakten van jongs af aan muziek, maar dit kwam op een lager pitje te staan toen Ruben in 2014 op zijn zeventiende werd gescout voor modellenwerk. Bij een bezoek aan een agency door de familie voor Ruben werd ook kleinere broertje Matthijs gescout en sindsdien zijn beiden actief als model. Voor hun modellenwerk verhuisden ze naar Parijs, terwijl ze zelf komen uit Alphen aan den Rijn. Ruben bracht sinds 2018 als solo-artiest muziek uit, maar de focus lag vooral op de fashion.
Toen hun modellenwerk enigszins stil kwam te liggen, pakten de broers hun hobby muziek maken weer op. Ze beseften dat ze beiden hielden van de muziekstijl New wave en besloten samen muziek in deze stijl te maken. Vaste instrumenten worden er niet gespeeld; beide broers zingen en spelen wisselend de instrumenten gitaar, basgitaar, synthesizer en drums. Eerste single Comme ça werd in april 2022 uitgebracht en is gemixt door Dave Bascombe. Ze volgden dit op met Boys Are, een single waarop ze ingaan op de "giftige mannelijkheid" die in de modellenwereld heerst. In oktober 2022 kwamen ze met derde single Modern Strange Love. Op deze single was er een kleine wissel in muziekstijl; de new wave werd ingewisseld voor synthpop.
Pol stond in maart 2023 op het festival Grasnapolsky en in juli op Valkhof Festival. Hun titelloze debuut-ep werd in augustus van dat jaar uitgebracht. De ep telde vijf nummers en had met L'amour fait mail en Sentimental Figures twee nieuwe nummers. Begin januari 2024 traden de broers op in poppodium Bitterzoet. Bij dit optreden was er een gastbijdrage van Logan Sky, de toetsenist van inspiratiebron Visage. Enkele weken later had het duo een optreden op festival Noorderslag.
Naast de muziek die ze uitbrengen als Pol, maken de broers ook muziek voor verschillende modeshows. Zo verzorgden ze onder andere de muziek voor een sneakercampagne van Louis Vuitton. De muziek die ze voor deze shows en campagnes maken is niet identiek als die ze maken voor Pol; ze gebruiken wel dezelfde instrumenten, maar stellen niet de muziek centraal. Het fungeert als toevoeging aan de modeshows.